# جباس (سيدي بوزيد)
جَبّاس قرية تونسية تقع بمعتمدية المكناسي من ولاية سيدي بوزيد، شمال مدينة المكناسي على الطريق الجهوية رقم 83.

### مواضيع ذات علاقة
- معتمدية المكناسي.
- ولاية سيدي بوزيد.

1. ↑  "المناطق الترابية (العمادات) حسب الولايات والمعتمديات". اطلع عليه بتاريخ 2024-11-30.